# Slaget ved Slesvig
Slaget ved Slesvig fandt sted nær Dannevirke påskemorgen den 23. april 1848 som andet slag i Treårskrigen 1848-50.

## Baggrund
Preussen var netop trådt ind i krigen på slesvig-holstensk side og havde sendt 12.000 soldater i felten. De tyske styrker under den preussiske general Wrangel udgjorde mere end 18.000 mand – næsten tre gange så stor en styrke, som den danske side rådede over. Efter Slaget ved Bov havde den slesvig-holstenske hær søgt tilflugt i garnisonen i Rendsborg. Her havde en preussisk division på 12.000 mand og en forbundsdivision på 10.000 mand (bl.a. hannoveranere, mecklenburgere og braunschweigere) stået i flere dage, klar til at komme slesvig-holstenerne til undsætning. Den danske hær opgav forfølgelsen, men nåede med ca. 12.000 mand frem til egnen omkring byen Slesvig den 11. april, hvor General Læssøe og Generalmajor Hedemann oprettede hovedstilling i det bakkede område mellem Gottorp og Husby, nogle kilometer nord for Dannevirke.

## Slaget
På en kold og våd forårsmorgen gik tyskerne til angreb. Den preussiske leder, General von Wrangels, plan, var at flytte hæren op til et punkt lige syd for Dannevirke, slå lejr der, og angribe den følgende dag. Men den Preussiske Garde på den højre fløj (som på det tidspunkt var et godt stykke foran den venstre fløj) ankom til samlingspunktet og mødte stort set ingen danskere, så kommandøren besluttede at gå imod Bustrup og Frederiksberg (Kratbjerg). Her, sydøst for Bustrup, blev de mødt af den danske avantgarde. Danskerne var i undertal i forholdet 1,5:1 og måtte trække sig tilbage til to små bakker, Galgebjerg og Risbjerg. General von Wrangel, beordrede lederen af den venstre fløj, General von Bonin, imod vest til Lille Dannevirke.
Kort efter besluttede han dog i stedet at angribe de to små bakker nord for Bustrup, og beordrede von Bonin til at vende om, men ordren nåede kun det bagerste af Bonins kolonne. På det tidspunkt gik danskerne, med den 1. og 11. bataljon, til modangreb imod preusserne ved Bustrup. De preussiske linjer vaklede, da den bagerste del af Bonins kolonne, under Oberst Steimetz, angreb danskernes venstre flanke og sendte dem på flugt. Dette medførte en generel dansk tilbagetrækning til bakken Jordbærbjerg, og preusserne besatte Frederiksberg (Kratbjerg). Da Bonin nåede området syd for Lille Dannevirke, opdagede han pludselig, at næsten halvdelen af hans tropper manglede. På det tidspunkt fik han endelig ordre til at vende om, men da han stod overfor danske tropper, besluttede han at blive stående og modtog snart efter forstærkning af slesvig-holstenske tropper. Han angreb, og danskerne trak sig tilbage til Husby og senere til Skovby.
På den østlige fløj tog preusserne Jordbærbjerg, og hårde kampe udspandt sig omkring de kratbeklædte bakker og en gård (Kratbakkerne og Annettehøj). Danskerne fik samlet en styrke stor nok til at forsøge et modangreb men dette blev afblæst og en generel, men ordnet, tilbagetrækning blev udført. Dagen tilhørte preusserne og slesvig-holstenerne men de danske styrker under oberst Læssøe havde forsvaret sig dygtigt, og tabene var begrænsede. Dog døde et forfærdende stort antal af de sårede.

## Efterspil
Overkommandoen opgav herefter Bov-stillingen og førte hovedparten af hæren til Als, mens andre dele af hæren søgte nordpå mod Kongeåen. Wrangel lod en del af sine tropper besætte Sundeved for at holde de danske styrker på Als i skak, samtidig med at andre dele af den slesvig-holstenske og preussiske hær den 2. maj rykkede over Kongeåen og op i Nørrejylland. Oven på den højstemte og ikke særlig realistiske optimisme fra martsdagene i København i 1848 førte slaget til et akut anfald af mismod i Danmark.
Vigtigst af alt for danskerne, så var hæren intakt, og moralen i hæren var stadig høj. Tropperne vidste, at de havde stået overfor preusserne og en talmæssig overlegen fjende, givet dem en hård kamp, og gjort deres pligt. Den danske hær havde måtte vige for overmagten men trods udfaldet regnes Slaget ved Slesvig for et af de mest hæderfulde i dansk krigshistorie.
Dagen efter fortsatte den danske tilbagetrækning imidlertid i temmelig nonchalant stil. Danskerne trak sig kun så langt tilbage som til Flensborg, og da man troede at preusserne ikke var i stand til at forfølge dem, forsømte man at udstille mere end en symbolsk bagtrop. Antagelsen var korrekt for så vidt angår preusserne, men man havde ikke taget resten af den føderale division i betragtning, som Wrangel nu beordrede til at optage forfølgelsen. Dette førte til den, for danskerne, uheldige kamp ved Oversø, dagen efter.

## Andet
Carl Ploug skrev om slaget i sangen: "Paaskeklokken kimed mildt".

## Mindelund i Slesvig-Frederiksberg
Dansk mindelund over de faldne soldater fra Slaget ved Slesvig ved Trefoldighedskirken i Slesvig-Frederiksberg